# نورفلوكساسين
 يستخدم أحيانا لعلاج التهابات المسالك البولية المعتادة والمعقدة. ويباع تحت أسماء تجارية مختلفة أكثرها شيوعا نوروكسين. وفي شكل قطرة ومحلول العيون المعروف بشيبروكسين. النورفلوكساسين ينتمى للجيل الثاني من مركبات الفلوروكوينولون الاصطناعية (الكينولون) التي طورتها Seiyaku Kyorin ، ك
الأغراض المرخص استخدام النورفلوكساسين فيها محدودة كما يتعين النظر الي عقار النورفلوكساسين على أنه الملاذ الأخير عندما تكون جميع المضادات الحيوية الأخرى قد باءت بالفشل. حاليا لا يوجد سوى ثلاثة استخدمات مصرحة للأناس البالغين  (واحد منهم مقيد)، والأخرى غير فعالة نظرا لمقاومة البكتيريا. شيبروكسين )(قطرة العين) يمكن استخدامها في الأطفال الأكبر سنا من سنة واحدة من العمر.
يتفاعل النورفلوكساسين مع عدد من الأدوية الأخرى، فضلا عن عدد من المكملات العشبية والطبيعية. هذه التفاعلات تزيد مخاطر عدم تخثر الدم وتشكيل مركبات غير قابلة للامتصاص، فضلا عن زيادة خطر التسمم.
النورفلوكساسين يرتبط بعدد من ردود الفعل الخطيرة والتي تهدد الحياة بالإضافة الي تمزق الأوتار الفجائي والاعتلال العصبي المحيطي الذي لا رجعة فيه. قد تظهر ردود الفعل هذه بعد فترة طويلة من اكتمال العلاج وفي الحالات الشديدة قد تؤدي إلى الإعاقة مدى الحياة. كما تم الإبلاغ عن حالات أصيبت بالسمية الكبدية مع استخدام النورفلوكساسين.

## تاريخيا
منذ إنشائها في عام 1946، وجمعية العلاج الكيميائي اليابانية كانت وما زالت تشارك في تطوير مضادات الجراثيم الاصطناعية من حامض ناليدبكسيك وحمض بيبيديمك، مما أدى إلى تصنيع الكينولونات الجديدة. أدى العمل المتلاحق إلى ولادة عهد جديد مع إدخال النورفلوكساسين (الكينولون الجديد) أولا في اليابان في عام 1984 ومن ثم في العديد من البلدان الأخرى في جميع أنحاء العالم. منذ اكتشاف النورفلوكساسين (1980)، تم وصف حوالي 10,000 شبيه جديد له.
كانت براءة اختراع النورفلوكساسين الأولى في عام 1979. قام Koryan بمنح شركة ميرك وشركاه ترخيصا حصريا (في بعض البلدان، بما في ذلك الولايات المتحدة)، لاستيراد وتوزيع النورفلوكساسين تحت اسم العلامة التجارية نوروكسين. وافقت إدارة الأغذية والأدوية على توزيع نوروكسين في الولايات المتحدة في 31 أكتوبر 1986. منذ الموافقة على نوروكسين في عام 1986، ظهرت العديد من التحسينات على التحذيرات الخاصة بالدواء، فضلا عن القيود المفروضة على استخدام نوروكسين لعلاج التهابات المسالك البولية (عدوى المسالك البولية).

## الاستخدامات المرخصة
في الأشخاص البالغين يقتصر استخدام النورفلوكساسين عن طريق الفم والحقن الوريدي لعلاج الالتهابات البكتيرية الذي أثبت جدواه في القضاء عليها. شملت الموافقة المبدئية من قبل إدارة الأغذية والأدوية في عام 1986 الاستخدام في الحالات التالية:
- التهابات المسالك البولية الغير معقدة (بما في ذلك التهاب المثانة)
- التهابات المسالك البولية المعقدة (استخدام مقيد) [14]
- سيلان مجرى البول وعنق الرحم الغير معقد (رغم أن هذا الاستخدام لم يعد يثبت فاعلية من قبل بعض الخبراء بسبب مقاومة البكتيريا) [19][20]
- البروستاتا بسبب الإشريكية القولونية.
- علاج مرض الزهري: لم يظهر النورفلوكساسين فاعلية في علاج مرض الزهري. مضادات الجراثيم المستخدمة في جرعات العالية ولفترات قصيرة من الوقت لعلاج مرض السيلان قد تخفى أو تؤخر ظهور أعراض تفرخ الزهري.[21]

في بعض الأحيان يتم استخدام الفلوروكينولونات لعلاج حمى التيفوئيد وحمى شبيه التيفوئيد، وينبغي هنا التنبيه إلى أن النورفلوكساسين قد أظهر معدلات فشل أكثر من الفلوروكينولونات السريرية الأخرى (417 مشاركا، 5 المحاكمات).
في طب العيون يقتصر الاستخدام المرخص للنورفلوكساسين، على العلاج من عدوى الملتحمة التي يسببها التعرض للبكتيريا.
وقد تم حجب النورفلوكساسين في جمهورية أيرلندا بسبب مخاطر العدوى فضلا عن إصابات الأعصاب والأوتار الدائمة. ونتيجة لذلك تم سحب استخدامها في التهابات الكلى الحادة والمزمنة المعقدة.
أوصت الوكالة الأوروبية للأدوية في عام 2008 بتقييد استخدام النورفلوكساسين عن طريق الفم لعلاج الالتهابات البولية. كما خلصت CHMP إلى أنه ينبغي سحب التراخيص لتسويق النورفلوكساسين المستخدم في علاج التهاب الحويضة والكلية المعقدة حادة أو مزمنة، وذلك لأن الفوائد المرجوة من العلاج تدنو كثيرا أمام المخاطر التي يتعرض لها المرضى. وذكر أطباء CHMP أنه لا ينبغي وصف النورفلوكساسين عن طريق الفم لحالات التهاب الحويضة والكلية المعقدة وينبغي النظر في تحويل المرضى الذين يتناولون بالفعل النورفلوكساسين عن طريق الفم لهذا النوع من العدوى إلى مضاد حيوي بديل.
ملاحظة: قد تكون للنورفلوكساسين استخدامات أخرى مرخصة، أو مقيدة، من قبل مختلف الوكالات التنظيمية في جميع أنحاء العالم.

## الصور الدوائية
يتوفر النورفلوكساسين على النحو التالي:
- أقراص 400 ملغ
- قطرة للعين

في معظم البلدان، يتطلب صرف كل الصور الدوائية وجود وصفة طبية.
للحصول على تفاصيل إضافية راجع النشرة الدوائية المرفقة مع النورفلوكساسين (نوروكسين).

## آلية العمل
النورفلوكساسين هو مضاد حيوي واسع الطيف ينشط ضد كل من البكتريا إيجابية الغرام وسالبة الغرام. وهو يعمل عن طريق تثبيط الحمض النوويgyrase ، وهو topoisomerase من النوع الثاني، والرابع،  وكلها انزيمات ضرورية لفصل الحمض النووي البكتيري تمهيدا لانقسامه، وبالتالي فهى تمنع انقسام الخلايا البكتيرية.
ويمكن أن يؤثر هذا أيضا على آلية تضاعف الخلية عند الثدييات. على وجه الخصوص، تظهر بعض من متجانسات هذه العائلة (على سبيل المثال تلك التي تحتوي في تركيبها الكيميائى على الفلورين عند ذرة الكربون الثامنة)،  فعالية ليس فقط ضد topoisomerases البكتيرية، ولكن أيضا ضد topoisomerases في حقيقيات النواة، وهي مواد سامة لخلايا الثدييات وخلايا الورم في نماذج المحاكاة للجسم الحي. وعلى الرغم من أن الكينولونات شديدة السمية لخلايا الثدييات، إلا أن آلية عملها للسمية ليست معروفة. تم الأبلاغ عن الكينولون وتأثيرها على الحمض النووي في عام 1986 (Hussy et al).
وقد أثبتت الدراسات الحديثة وجود ارتباط بين السمية لخلايا الثدييات من الكينولونات وتكوين النويات.
لأن بعض الفلوروكينولونات، بما في ذلك النورفلوكساسين، قد تؤدي لإصابة في كروموسوم من الخلايا حقيقية النواة.
لا يزال هناك نقاش واسع بشأن ما إذا كان أو لم يكن هذا التلف في الحمض النووي واحد من آليات العمل المسؤولة عن التفاعلات الضارة الشديدة التي يعاني منها بعض المرضى بعد العلاج بالفلوروكينولونات.

## موانع الاستعمال
وكما أشير أعلاه، وفي إطار الاستخدام المرخص لها، يعتبر النورفلوكساسين من الموانع لعلاج بعض الأمراض التي تنتقل بالاتصال الجنسي من قبل بعض الخبراء بسبب مقاومة البكتيريا.
لا يعطي النورفلوكساسين في تلك الحالات التي لها تاريخ مرضي في التهاب الأوتار، أو تمزق الأوتار والذين لديهم فرط الحساسية للفلوروكينولونات.
هناك ثلاثة موانع وجدت ضمن النشرة الدوائية للدواء 2008:
- «نوروكسين (النورفلوكساسين) لا يستخدم في الأشخاص الذين لديهم تاريخ من فرط الحساسية، التهاب الأوتار، أو تمزق الأوتار المرتبطة باستخدام النورفلوكساسين أو أي عضو من أعضاء مجموعة الكينولون من المضادات الحيوية.»
- أثبتت «الكينولونات، بما في ذلك النورفلوكساسين، في المختبر قدرة لمنع المشيج CYP1A2. لذا لا توصف تلك الأدوية مع الأدوية الأخري التي يتطلب أيضها المشيج CYP1A2 (على سبيل المثال، الكافيين، كلوزابين، روبينيرول، تاكريين، الثيوفيلين، تيزانيدين) النتيجة قد تؤدى لزيادة تركيزات الأدوية عندما تعطى في جرعات المعتاد. وينبغي رصد المرضى الذين يتناولون أي من هذه العقاقير بالتزامن مع النورفلوكساسين بعناية.»
- التعاطى بالتزامن مع عقار التيزانيدين

ويعتبر النورفلوكساسين أيضا من موانع التعاطي عند الأطفال.
- الحمل

يعبر النورفلوكساسين الدم سريعا عبر المشيمة ويظهر في حليب الأم بعد عبوره حاجز الدم، ويتم توزيعه على نطاق واسع في أنسجة الجنين. لهذا السبب يبطل أستخدام النورفلوكساسين والفلوروكينولونات الأخرى أثناء الحمل نظرا لخطر الإجهاض الفجائي والتشوهات الخلقية. تظهر الفلوروكينولونات أيضا في حليب الأم، وتنتقل إلى الطفل الرضيع، مما قد يزيد من خطر ظهور أعراض جانبية على الأطفال حتى ولو لم يكن الطفل قد تناول أو اتخذ أي من العقاقير الموجودة في عائلة الفلوروكينولونات. وقياسا إلى وجود بدائل متاحة أكثر أمانا يعتبر النورفلوكساسين من موانع الحمل، وخصوصا خلال الأشهر الثلاثة الأولى. وتوصي الشركة المصنعة فقط باستخدام النورفلوكساسين أثناء الحمل عندما تفوق الاستفادة منه أخطاره.
- للأطفال

سجلت الدراسة عام 1998 العديد من الآثار الجانبية، في إشارة إلى الاستخدام غير المرخص للنورفلوكساسين في طب الأطفال. <re> Pariente-Khayat، A.؛ Vauzelle-Kervroedan، F.؛ d'Athis، P.؛ Bréart، G.؛ Gendrel، D.؛ Aujard، Y.؛ Olive، G.؛ Pons، G. (May-1998). "[Retrospective survey of fluoroquinolone use in children]". Arch Pediatr. ج. 5 ع. 5: 484–8. DOI:10.1016/S0929-693X(99)80311-X. PMID:9759180. {{استشهاد بدورية محكمة}}: تحقق من التاريخ في: |تاريخ= (مساعدة) <المرجع /
الفلوروكينولونات ليست معتمدة من قبل إدارة الأغذية والأدوية للاستخدام في الأطفال نظرا لخطر الوفاة  فضلا عن التسبب بأذى دائم لنظام العضلات والعظام، مع اثنين من الاستثناءات. سيبروفلوكساسين المرخص لعلاج التهابات المسالك البولية المعقدة والتهاب الحويضة والكلية بسبب الاشريشيا كولاي والجمرة الخبيثة الاستنشاقية (بعد التعرض)، ومؤخرا صدر الاعتماد لعقار ليفوفلوكساسين لعلاج الجمرة الخبيثة الاستنشاقية (بعد التعرض). ومع ذلك، يتم ترخيص الفلوروكينولونات لعلاج التهابات الجهاز التنفسي السفلي في الأطفال الذين يعانون من التليف الكيسي في المملكة المتحدة.

## الآثار الجانبية
تحدث أثار سلبية خطيرة أكثر شيوعا مع الفلوروكينولونات عن أي من فئات المضادات الحيوية الأخرى.
وقد ارتبط النورفلوكساسين بحدوث مشاكل المفاصل والأوتار، كما رأينا مع جميع الأدوية الأخرى داخل هذه الفئة، منذ عام 1983. في عام 1989 لفت العالم جينيدل وآخرون النظر إلى التهاب المفاصل التي يتسبب فيها النورفلوكساسين. وبناء على تقارير في عام 1995 أشار السيد تيري إلى مشكلة وهن المفاصل التي يسببها النورفلوكساسين. في حالات اعتلال الأوتر ومع المزيد من التقارير التي أبلغت إلى إدارة الأغذية والأدوية في الفترة من 1987-1997، ارتبط تمزق والتهاب الأوتار بالنورفلوكساسين، أكثر من أي الفلوروكوينولونات الأخرى المستخدمة في ذلك الوقت.
ارتبط النورفلوكساسين منذ ظهوره بعدد من تفاعلات فرط الحساسية مثل الحمامى عديدة الأشكال، انحلال البشرة النخري السُمي، acute neutrophilic dermatosis، طفح جلدي نتيجة تعاطي الدواء، طفح دوائي ثابت في مناطق معينة من الجلد، التهاب الجلد التماسي، طفح البثور.
وفي 23 سبتمبر 2008، طلبت إدارة الأغذية والأدوية الأمريكية من الشركة المصنعة إضافة تحذيرات إضافية إلى النشرة الداخلية للدواء لتنص على أنه «تم الإبلاغ عن بعض ردود الفعل الخطيرة والمميتة أحيانا، بعد الجرعة الأولى، لفرط الحساسية (الحساسية) في المرضى الذين يتلقون العلاج بالكينولونات، بما في ذلك نوروكسين.» 
كما هو الحال مع الأدوية الأخرى في هذه الفئة، يرتبط النورفلوكساسين أيضا بأمراض الكبد التي قد تظهر حادة أو حتى قاتلة. في عام 1993 تم الإبلاغ عن حالات فشل وظائف الكبد أو إصابات خطيرة بالكبد (التهاب الكبد الوبائي).
تم الإبلاغ عن حالات التهاب الكبد، واليرقان، وزيادة وظائف الكبد أثناء العلاج بالنورفلوكساسين. وقد حدثت لبعض الحالات thrombopenia شديدة عكسية مع النورفلوكساسين. ارتبط التهاب الكبد الناجم عن النورفلوكساسين، 
والتهاب البنكرياس الحاد أيضا بالنورفلوكساسين. والتي ليست سوى واحدة من العديد من الآثار السلبية الخطيرة التي قد تحدث نتيجة للعلاج بالنورفلوكساسين. أحد أخطر ردود الفعل هذه هي الاعتلال العصبي المحيطي الذي لا رجعة فيه. في دراسة عام 1996 لوحظ حدوث paraesthesia من القدمين والساقين واليدين والذراعين في 81 ٪ من المرضى في حين أن 51 ٪ من المشاركين أصيبوا بhypoaesthesia وخدر. من 37 تقرير وجدت داخل هذه الدراسة، 31 من تلك التقارير لمرضى النورفلوكساسين. تم الأبلاغ عن تسع وعشرون بالمائة من المرضي لا يزالوا يعانون من الاضطرابات الحسية الطرفية حتي بعد توقف العلاج.
كما يرتبط اعتلال الكلية الناتج عن الحساسية يالنورفلوكساسين يالإضافة الي مشاكل أخرى خطيرة في الكلى. كان الإبلاغ الأول لحالات الفشل الكلوي في عام 1986،  بالاصافة الي حالات قِلَّةُ العَدِلاَت،  thrombopenia،  ندرة المحببات (داء فقد الكريات المحببة)،  متلازمة الكلوية، 
فرط الكريات الحمضية 
والتهاب الكلية الخلالي الحاد  جميعهم ارتبطوا بالعلاج بالنورفلوكساسين.
شملت الأعراض الجانبية السلبية الخطيرة، الفقدان الدائم أو المؤقت للرؤية،  إطالة الموجات المنتظمة الملتوية حول خط الصفر التي تظهر في مخطط كهربية القلب، واضطرابات شديدة للجهاز العصبي المركزي بما في ذلك النوبات،  الذهان والهلوسة الناتج عن الأدوية  ،  والأمراض المرتبطة بالكلوستريديوم (التهاب القولون الكاذب)،  وكذلك التحسس للضوء والتسمم الضوئي. تمت الأشارة الي إمكانية حدوث ورم كاذب بأغشية المخ، والمعروف باسم ارتفاع ضغط الدم مجهول السبب داخل الجمجمة، كرد فعل سلبي للنورفلوكساسين.
الأطفال وكبار السن في خطر أكبر بكثير للتعرض لمثل ردود الفعل السلبية تلك. ونظرا لأن هذه الأدوية تفرز بشكل كبير عن طريق الكلى، فان احتمال ردود الفعل السمية لهذا الدواء قد يكون أكبر في المرضى الذين يعانون من ضعف وظيفة الكلى. لأن المرضى كبار السن هم أكثر عرضة لانخفاض وظائف الكلى، ينبغي توخي الحذر عند اختيار الجرعة لهم، ومراقبة ورصد وظائف الكلى لهم باستمرار. قد تظهر ردود الفعل هذه أثناء، أو بعد توقف العلاج بالفلوروكينولونات بفترة طويلة. قد يؤدي النورفلوكساسين أيضا إلى تفاقم الوهن العضلي الوخيم مما قد يؤدي إلى ضعف عضلات الجهاز التنفسي الي حد يهدد الحياة.
كما قد تحدث مضاعفات بصرية خطيرة عند العلاج بالفلوروكينولونات موضعيا في العين، (قطرات العين)، خاصة ثقب القرنية، ونقف العين وenucleation و. وقد تكون زيادة حوادث ثقب القرنية راجعة إلى الفلوروكينولونات وماتسببه من تغيرات في انسجة الكولاجين، مما يؤدي إلى انخفاض في قوة التكتونية. وهناك أيضا عددا من التقارير على مر السنين تبلغ عن تأثير النورفلوكساسين على القرنية المؤدي الي مشاكل خطيرة في الرؤية بعد استخدامه كقطرة للعين.
بعض الجماعات تشير إلى هذه التأثيرات السلبية على أنها «سمية الفلوروكينولونات». هذه الفئات من الناس يدعون أن صحتهم عانت أضرارا بالغة على المدى الطويل من استخدام الفلوروكينولونات. وقد أدى هذا إلى دعوى جماعية من قبل المتضررين من استخدام الفلوروكينولونات فضلا عن الإجراءات القانونية من قبل المستهلكين وعامة المواطنين. ونظرا للجهود التي تبذلها ولاية الينوي وعامة المواطنين أمرت إدارة الأغذية والأدوية بوضع تحذيرات الصندوق الأسود على جميع الفلوروكينولونات بالإضافة الي الإلزام بتقديم المشورة للمستهلكين من الآثار السامة المحتملة من الفلوروكينولونات على الأوتار.

### تاريخ تحذيرات الصندوق الأسود
نسبت الاضطرابات العضلية الهيكلية لاستخدام المضادات الحيوية من عائلة الكينولونات لأول مرة في المراجع الطبية في عام 1972، كأثر سلبي على تناول مشتقات حامض ناليدبكسيك. وتم الإبلاغ عن ظهور مرض الروماتيزم الناتج عن استخدام الفلوروكينولونات (النورفلوكساسين) لاحقا بعد أحد عشر عاما. في رسالة نشرت في مجلة نيو انغلاند للطب عام 1995  ، ذكرت إدارة الأغذية والأدوية أنها سوف تضيف تحديث إلى النشرة الداخلية لجميع الفلوروكينولونات لتشمل تحذيرا حول إمكانية حدوث تمزق في الأوتار. " 
بحلول آب / أغسطس 1996، كانت إدارة الأغذية والأدوية لم تتخذ أية إجراءات، مما حث جماعة الدفاع عن حقوق المستهلك العامة على تقديم طلب إلى إدارة الأغذية والأدوية للتصرف. بعد شهرين، نشرت إدارة الأغذية والأدوية تحذير في النشرة الطبية الصادرة عنها ، وطلبت أن يتم إدراج معلومات بشأن هذه المخاطر في النشرة الداخلية للفلوروكوينولونات.
في عام 2005، قدم النائب العام لولاية إلينوي عريضة إلى إدارة الأغذية والأدوية تطال بوضع تحذيرات المربع الأسود، و«رسائل عزيزي الدكتور» للتأكيد على خطر تمزق الأوتار، وردت الهيئة أنها لم تتمكن بعد من التوصل إلى قرار بشأن هذه المسألة. في عام 2006، قدم بابليك سيتيزن، بدعم من النائب العام ولاية ايلينوي، مجددا مطالبته من قبل عشر سنوات لوضع تحذيرات الصندوق الأسود. في يناير 2008، قدم المواطن العامة دعوى لاجبار إدارة الأغذية والأدوية للرد على العريضة التي قدمها عام 2006. في 7 يوليو، أمرت إدارة الأغذية والأدوية صانعي الفلوروكينولونات بإضافة تحذير بشأن مخاطر تمزق الأوتار، مع إضافة دليل إرشادي للمرضى. أدرجت هذه التحذيرات الجديدة في النشرات الداخلية المعدلة في 8 سبتمبر 2008لأدوية سيبرو (سيبروفلوكساسين)، أفيلوكس (موكسيفلوكساسين)، بروكين اكس ار، فاكتييف (جيمفلوكساسين)، فلوكسين (أوفلوكساسين)، نوروكسين (النورفلوكساسين) وليفاكيين (ليفوفلوكساسين). في 22 أكتوبر، أصدرت شركة باير التي تقوم بتصنيع سيبرو، أفيلوكس وبروكين اكس ار، «رسالة عزيزي الدكتور»باير بشأن هذه التغييرات. وأصدرت اورثو- ماكنيل، الشركة المصنعة لليفاكيين، رسالة مماثلة في نوفمبر تشرين الثاني.

### الإجراءات التنظيمية
كان هناك عدد كبير من الإجراءات التنظيمية التي اتخذت نتيجة لردود الفعل السلبية هذه، شملت تلك الإجراءات نشر،  تحذيرات إضافية والتأكد من سلامة المعلومات المضافة إلى النشرات الداخلية للدواء  جنبا إلى جنب مع طلب لإصدار «رسائل عزيزي الدكتور» حول إضافة تحذيرات الصندوق الأسود مؤخرا في عام 2008.
على الرغم من طلب إدارة الأغذية والأدوية في عام 2008، فإن الشركات المصنعة للنوروكسين لم تصدر أي «رسائل عزيزي الدكتور» فيما يتعلق بأمور الأوتار الا في سبتمبر / أيلول 2009. قبل خمسة عشر عاما، في عام 1994، أضاف المصنعين الحد الأدنى من التحذيرات المتعلقة عن ارتباط النورفلوكساسين بأوتار العضلات والعظام فضلا عن تمزق الأوتار الفجائي. تمت الموافقة على هذا التغيير من قبل إدارة الأغذية والأدوية في 1 يوليو 1994 وتضمنت الحد الأدنى من التحذيرات بشأن التمزقات، فضلا عن التهاب القولون الغشائي الكاذب. مرة ثانية أضيفت تحذيرات منقحة فيما يخص الأوتار في عام 1996 لأن التحذيرات الأولي اعتبرت غير كافية من قبل إدارة الأغذية والأدوية ref>"Approval package application number: 19-384" (PDF) (بUSA). USA: FDA. 1996. Archived from the original (PDF) on 2021-04-01.{{استشهاد ويب}}:  صيانة الاستشهاد: لغة غير مدعومة (link)</ref>
وفي عام 2004 طلبت إدارة الأغذية والأدوية إضافة علامات تحذيريه جديدة إلى كل الفلوروكينولونات، بما في ذلك النورفلوكساسين، بخصوص اعتلال الأعصاب المحيطية (تلف عصب لا رجعة فيه)، تلف الأوتار، ومشاكل القلب (طول فترة QT)، التهاب القولون الكاذب، متلازمة ستيفن جونسون، فضلا عن أن الاستخدام المتزامن لمضادات الالتهابات الغير ستيرودية التي تسهم في شدة ردود الفعل هذه. لم يتغير محتوي النشرة الداخلية للدواء ليشمل أي تحذيرات بشأن متلازمة ستيفن جونسون حتى أيلول / سبتمبر 2008، بعد أربع سنوات. في عام 1994 عدلت المعلومات عن المنتج (النورفلوكساسين) في اليابان (أكتوبر 1994)، أذ ذكر أن حالات الهزال العضلي قد تحدث. وهناك عدد من التقارير بشأن ما إذا كان هذا قد نشر في وقت مبكر عام 1992. لكن التحذيرات بشأن الهزال العضلي لا تزال غائبة عن محتوي النشرة الداخلية (الصادرة في أيلول / سبتمبر 2009) داخل الولايات المتحدة.
يوم 23 سبتمبر 2008، طلبت إدارة الأغذية والأدوية من الشركة المصنعة إضافة تحذيرات إضافية إلى النشرة الداخلية لتنص على أنه «تم الإبلاغ عن بعض حالات فرط الحساسية الخطيرة والمميتة أحيانا بعد الجرعة الأولى، في المرضى الذين يتلقون العلاج بالكينولونات، بما في ذلك نوروكسين.» 

## التداخلات
استخدام بعض الكينولونات يعزز سمية الأدوية التي تتأيض عبر السيتوكروم P450. الكينولونات، بما في ذلك النورفلوكساسين، قد تعزز آثار مضادات تخثر الدم الفموية، بما في ذلك الوارفارين أو مشتقاته أو أية أدوية مماثلة. متى يتم وصف تلك الأدوية بالتزامن مع النورفلوكساسين، لذا فان رصد وقت البروثرومبين يجب أن يراقب عن كثب. قد يؤدي التعاطي المتزامن مع الوارفارين لزيادة خطيرة في نشاط الكومادين ؛ لذا ينبغي رصد INR عن كثب.
ويمكن أن تتفاعل أيضا مع مستقبل حمض جاما أمينوبيوتيريك ألف وتسبب أعراضا عصبية، ويجري تضخيم هذا التأثير من قبل مضادات التهابات غير ستيرويدية معينة 
الكينولونات، بما في ذلك النورفلوكساسين، حينما توصف بالتزامن مع الأدوية غير الستيرويدية المضادة للالتهابات تزيد من مخاطر تحفيز الجهاز العصبي المركزي وقد تسبب نوبات تشنج. ولذلك ينبغي توخي الحذر عند وصف النورفلوكساسين للأفراد الذين يعالجون بالأدوية غير الستيرويدية المضادة للالتهابات
تم الأبلاغ عن مستويات مرتفعة من السيكلوسبورين في الدم عند تزامن استخدام السيكلوسبورين مع النورفلوكساسين. ولذلك، ينبغي رصد مستويات السيكلوسبورين وتعديل جرعاته لتتناسب مع هذه الأدوية عند استخدامها بصورة متزامنة.
أسفر تزامن تعاطي الكينولونات بما في ذلك النورفلوكساسين
مع جليبريد (أحد مشتقات سلفونات اليوريا)، وفي مناسبات نادرة، عن نقص السكر الحاد في الدم. ولذلك يوصى برصد مستوى السكر في الدم عند هؤلاء المرضي عند الوصف المتزامن لتلك الأدوية معا.

### تفاعلات ملحوظه للدواء
بعض الكينولونات لها تأثير مثبط بشكل خاص على نظام السيتوكروم - 450 ف، وبالتالي تقلل معدل التخلص من الثيوفيلين وتزيد مستوياته في الدم. تعاطي الفلوروكينولونات مع أدوية غيرها ممن يتم أيضها في المقام الأول من قبل المشيج CYP1A2 (على سبيل المثال الثيوفيلين، مثيلزانسين، تيزانيدين) ينتج عنه زيادة تركيزات البلازما ويمكن أن يؤدي إلى آثار جانبية ملحوظة سريريا. الفلوروكينولونات الأخرى، خاصة اينوكساسين، وإلى حد أقل سيبروفلوكساسين وبيفلوكساسين، تمنع أيضا التخلص الايضي من الثيوفيلين.
مثل هذه التفاعلات الدوائية ترتبط عادة مع تعديلات هيكلية على حلقة الكينولون الكيميائية، وتحديدا التفاعلات التي تنطوي على مضادات الالتهاب الغير استروديه والثيوفيلين. على هذا النحو، فإن هذه التفاعلات الدوائية التي تسببها الفلوروكينولونات تتبدو أنها مرتبطة بالتركيب الكيميائى للدواء نفسه بدلا من أن تكون تأثيرات مرتبطة بتلك العائلة الدوائية. أظهرت الفلوروكينولات تداخل في عملية التمثيل الغذائي للكافيين  وعملية امتصاص الليفوثيروكسين. وقد يؤدي التداخل في عملية التمثيل الغذائي للكافيين إلى الحد من عملية التخلص منه وإطالة أمد فترة عمر النصف له، مما قد يؤدى إلى جرعة زائدة من مادة الكافيين.
استخدام مضادات الالتهاب غير الستيروئيدية يتعارض مع العلاج بالفلوروكوينولون، بسبب خطر الأعراض العكسية على الجهاز العصبي المركزي، والتي تشمل ولكن لا تقتصر على التشنجات. الفلوروكينولونات مع مجموعة، بيبرازينيل غير مستبدلة في ذرة الكربون رقم 7 لديها القدرة على التفاعل مع مضادات الالتهابات الستيروئيدية و/أو مركبات الأيض الناتجة عنها.
ارتبط استخدام النورفلوكساسين بارتفاعات عابرة في كرياتينين الدم للمرضى الذين يتلقون السيكلوسبورين، وأسفر عن نقص السكر الحاد في الدم مع مرضي سلفونات اليوريا في مناسبات نادرة. ولأن الميثوتريكسيت ينقل عبر قد أنبوبي الكلى، لذا من الممكن أن يؤدى تعاطي النورفلوكساسين إلى زيادة مستويات البلازما من الميثوتريكسيت. وهذا قد يزيد من خطر تفاعلات الميثوتريكسيت السامة.
يرتبط العلاج المتزامن أو بعد فترة من ايقاف الأدوية الستيروئيدية عن طريق الفم مع زيادة خطر تمزق وتر العرقوب، وبخاصة في المرضى كبار السن الذين يتناولون الفلوروكينولونات.

## الجرعة الزائدة
يشمل العلاج من جرعة زائدة إفراغ محتوي المعدة عن طريق التقيؤ المستحث أو عن طريق غسل المعدة. إن الرصد الدقيق، والعلاج الداعم، ورصد ومراقبة وظائف الكلى والكبد، والحفاظ على القدر الكافي من الماء هو من قبل التوصيات للشركة المصنعة. يمكن لمضادات الحموضة التي تحتوي على المغنيسيوم، الألومنيوم، أو الكالسيوم أن تحد من امتصاص النورفلوكساسين.

## كيميائية الدواء
«النورفلوكساسين، هو الفلوروكوينولون، 1 -إيثيل 6 - فلورو - 1,4 - ثنائي هيدرو - 4 - أوكسو - 7 - (1 - بيبرازينيل)، 3كينولين حمض الكربوكسيليك. تركيبته التجريبية هي C16H18FN3O3. النورفلوكساسين هو مسحوق أبيض إلى أصفر شاحب البلورية ذو وزن جزيئي 319.34، ونقطة ذوبان حوالي 221 درجة مئوية. وهو قابل للذوبان جيدا في حامض الخليك الجليدي، وقليل جدا للذوبان في الإيثانول والميثانول والماء. النورفلوكساسين يختلف عن الكينولونات غير المفلورة بوجود ذرة الفلور مرتبطة مع ذرة الكربون رقم 6 وشاردة ببيرازين مرتبطة مع ذرة الكربون رقم 7». نقلا عن النشرة الدوائية لنوروكسين من عام 2009.

## حركية الدواء
يحدث امتصاص النورفلوكساسين سريعا بعد تعاطي جرعة واحدة من 200 ملغ، 400 ملغ و 800 ملغ. في الجرعات المدروسة، يصل الدواء الذروة في تركيزات البلازما من 0.8 و 1.5 و 2.4 ميكروغرام / مل تتحقق بعد ما يقرب من ساعة واحدة من تعاطي الجرعات. فترة نصف العمر الفعال للنورفلوكساسين في الدم والبلازما هي 3-4 ساعات. وستتحقق تركيزات ثابتة لدواء النورفلوكساسين خلال يومين من الجرعات. يحدث إفراز الكلى عبر كل من الترشيح الكبيبي والإفراز الأنبوبي وهو مايتضح من ارتفاع معدل التصفية الكلوية (حوالي 275 مل / دقيقة). في غضون 24 ساعة من تناول الدواء، يتم استرداد 26-32 ٪ من الجرعة في البول في صورة نورفلوكساسين كما يتم استرداد 5-8 ٪ إضافية مع البول في صورة ست مركبات ناتجة عن الأيض أقل قوة من النورفلوكساسين كمضادات للميكروبات. لا يتم استرداد سوى نسبة ضئيلة (أقل من 1 ٪) من الجرعة بعد ذلك. الإخراج عن طريق البراز يتم لنسبة 30 ٪ من الجرعة المعطاة. يبلغ تركيز البول 200 ميكروغرام / مل أو أكثر بعد ساعتين وثلاث ساعات من تعاطى جرعة واحدة 400 ملغ في البول ، و. على متطوعين أصحاء، يبقي تركيز النورفلوكساسين في البول فوق 30 ميكروغرام / مل لمدة لا تقل عن 12 ساعة بعد تناول جرعة 400 ملغ. تؤثر درجة حامضية البول على ذوبان النورفلوكساسين. النورفلوكساسين أقل قابلية للذوبان في البول ذو الرقم الهيدروجيني 7.5 مع زيادة القابلية للذوبان التي تحدث فوق وتحت هذه القيمة. تبلغ نسبة ارتباط النورفلوكساسين ببروتينات الدم ما بين 10 و 15 ٪ ". نقلا عن النشرة الدوائية للنوروكسين من عام 2009.
التحول الأحيائي يتم عن طريق الكبد والكلى، مع فترة نصف العمر التي تصل الي 3-4 ساعات.

## الجرعات
ينبغي تقييم حالة وظيفة الكلى والكبد لدي المريض وينبغي أخذها جيدا في الاعتبار لتفادي تراكم الدواء الذي قد يؤدي إلى الوفاة بجرعة زائدة من الدواء. يتم التخلص من النورفلوكساسين في المقام الأول عن طريق إفراز الكلى. ومع ذلك، يتم أيضا أيض الدواء والتخلص منه جزئيا من خلال الكبد والأمعاء. ويوصى بتعديل الجرعة ' باستخدام الجدول الموجود في النشرة الداخلية لمرضى الكبد أو المصابين بضعف وظائف الكلى. (وخاصة للمرضى الذين يعانون ضعف كلوي حاد). ولأنه من المعروف أن هذا العقار يفرز بدرجة كبيرة عن طريق الكلى، فان خطر التفاعلات السمية لهذا الدواء يكون أكبر في المرضى الذين يعانون من ضعف وظيفة الكلى. الحذر الإضافي له ما يبرره في المرضي كبار السن أيضا. مدة العلاج تعتمد على شدة الإصابة والمدة المعتادة في أي مكان تمتد من 3-28 يوما.

## البكتيريا العرضة للتأثر بالنورفلوكساسين
إيجابية الجرام الهوائية:
- المكورات المعوية البرازية
- البكتيريا العنقودية الذهبية
- المكورات العنقودية البشروية
- saprophyticus المكورات العنقودية
- العِقْدِيَّةُ القَاطِعَةُ للدَّرّ

سلبية الغرام الهوائية:
- Citrobacter freundii
- aerogenes الساكازاكية
- الساكازاكية cloacae
- الإشريكية
- الكلِبْسيلَّةُ الرِّئَوِيَّة
- النيسرية البنية
- المتقلبة الرائعة
- المتقلبة الاعتيادية
- الزَّائِفَةُ الزِّنْجارِيَّة
- السِّرَّاتِيَّةُ الذَّابِلَة

كما هو الحال مع الأدوية الأخرى في هذه الفئة، قد تستطيع بعض سلالات الزائفة الزنجارية تطوير المقاومة بشكل سريع إلى حد ما أثناء العلاج مع النورفلوكساسين.